# Malaja Sos'va
La Malaja Sos'va (in russo Малая Сосьва?) piccola Sos'va) è un fiume della Russia siberiana occidentale, affluente di destra della Severnaja Sos'va (bacino idrografico dell'Ob'). Scorre nei rajon Sovetskij e Berëzovskij del Circondario autonomo dei Chanty-Mansi.
Nasce da alcuni modestissimi rilievi ad oriente della catena dei monti Urali, scorrendo successivamente con direzione mediamente orientale in una regione di bassi rilievi nella parte occidentale del bassopiano della Siberia occidentale; entrato nel medio corso dirige il suo corso verso nord, mantenendo questa direzione fino alla foce nella Severnaja Sos'va, a monte del villaggio di Igrim. Nel basso corso il fiume scorre in una zona pianeggiante con estesi impaludamenti. Il maggiore affluente è la Punga (222 km), confluente dalla sinistra idrografica.
Il fiume non tocca alcun centro urbano di qualche rilievo in tutto il suo percorso.
Il periodo di gelo si protrae, mediamente, da ottobre a fine aprile-maggio; come tutti i fiumi del bassopiano siberiano occidentale, manifesta le maggiori piene nella tarda primavera e all'inizio dell'estate